# Список медалістів зимових Олімпійських ігор 1928
II Зимові Олімпійські ігри проходили у швейцарському місті Санкт-Моріц. Всього в змаганнях взяли участь 464 спортсмени з 25 країн світу. Було розіграно 14 комплектів нагород у 8 дисциплінах 4 видів спорту.

## Бобслей
| Дисципліна        | Золото                                                                       | Срібло                                                                          | Бронза                                                                                   |
| Чоловіки-п'ятірки | США · Біллі Фіск · Кліффорд Грей · Джеффрі Мейсон · Річард Парк · Ніон Токер | США · Томас До · Девід Грейнджер · Дженнісон Гітон · Лаймен Гайн · Джей О'Браєн | Німеччина · Ганнс Гесс · Себастіан Губер · Ганнс Кіліан · Валентин Кремпль · Ганнс Негль |

## Ковзанярський спорт
| Дисципліна   | Золото                                            | Срібло                                         | Бронза                                                              |
| 500 метрів   | Бернт Евенсен · Норвегія Клас Тунберг · Фінляндія | —                                              | Джон Фарелл · США Яакко Фріман · Фінляндія Роальд Ларсен · Норвегія |
| 1500 метрів  | Клас Тунберг · Фінляндія                          | Бернт Евенсен · Норвегія                       | Івар Баллангруд · Норвегія                                          |
| 5000 метрів  | Івар Баллангруд · Норвегія                        | Юліус Скутнабб · Фінляндія                     | Бернт Евенсен · Норвегія                                            |
| 10000 метрів | Змагання було скасовано через відтавання льоду    | Змагання було скасовано через відтавання льоду | Змагання було скасовано через відтавання льоду                      |

## Лижне двоборство
| Дисципліна    | Золото                          | Срібло                      | Бронза                  |
| індивідуальні | Йоган Греттумсбротен · Норвегія | Ганс Він'яренген · Норвегія | Йон Снерсруд · Норвегія |

## Лижні гонки
| Дисципліна      | Золото                          | Срібло                  | Бронза                    |
| Чоловіки: 18 км | Йоган Греттумсбротен · Норвегія | Оле Гегге · Норвегія    | Рейдар Едегорд · Норвегія |
| Чоловіки: 50 км | Пер-Ерік Гедлунд · Швеція       | Густаф Йонссон · Швеція | Волгер Андерссон · Швеція |

## Скелетон
| Дисципліна | Золото                | Срібло           | Бронза                          |
| Чоловіки   | Дженнісон Гітон · США | Джон Гітон · США | Девін Карнегі · Велика Британія |

## Стрибки з трампліна
| Дисципліна | Золото                   | Срібло                  | Бронза                           |
| Чоловіки   | Альф Андерсен · Норвегія | Зігмунд Рууд · Норвегія | Рудольф Буркерт · Чехословаччина |

## Фігурне катання
| Дисципліна                | Золото                              | Срібло                              | Бронза                                   |
| Чоловіче одиночне катання | Гілліс Графстрем · Швеція           | Віллі Бекль · Австрія               | Роберт ван Зеброк · Бельгія              |
| Жіноче одиночне катання   | Соня Гені · Норвегія                | Фріці Бургер · Австрія              | Беатрікс Логран · США                    |
| парне катання             | Андре Джолі · П'єрр Брюне · Франція | Ліллі Шольц · Отто Кайзер · Австрія | Мелітта Бруннер · Людвіг Вреде · Австрія |

## Хокей
| Золото | Срібло | Бронза    |
| Канада | Швеція | Швейцарія |